# San Pedro Necta
San Pedro Necta è un comune del Guatemala facente parte del dipartimento di Huehuetenango.